# Catocala kuznetsovi
Catocala kuznetsovi är en fjärilsart som beskrevs av Rudolf Püngeler 1914. Catocala kuznetsovi ingår i släktet Catocala och familjen nattflyn. Inga underarter finns listade i Catalogue of Life.